# Æthelred I van Northumbria

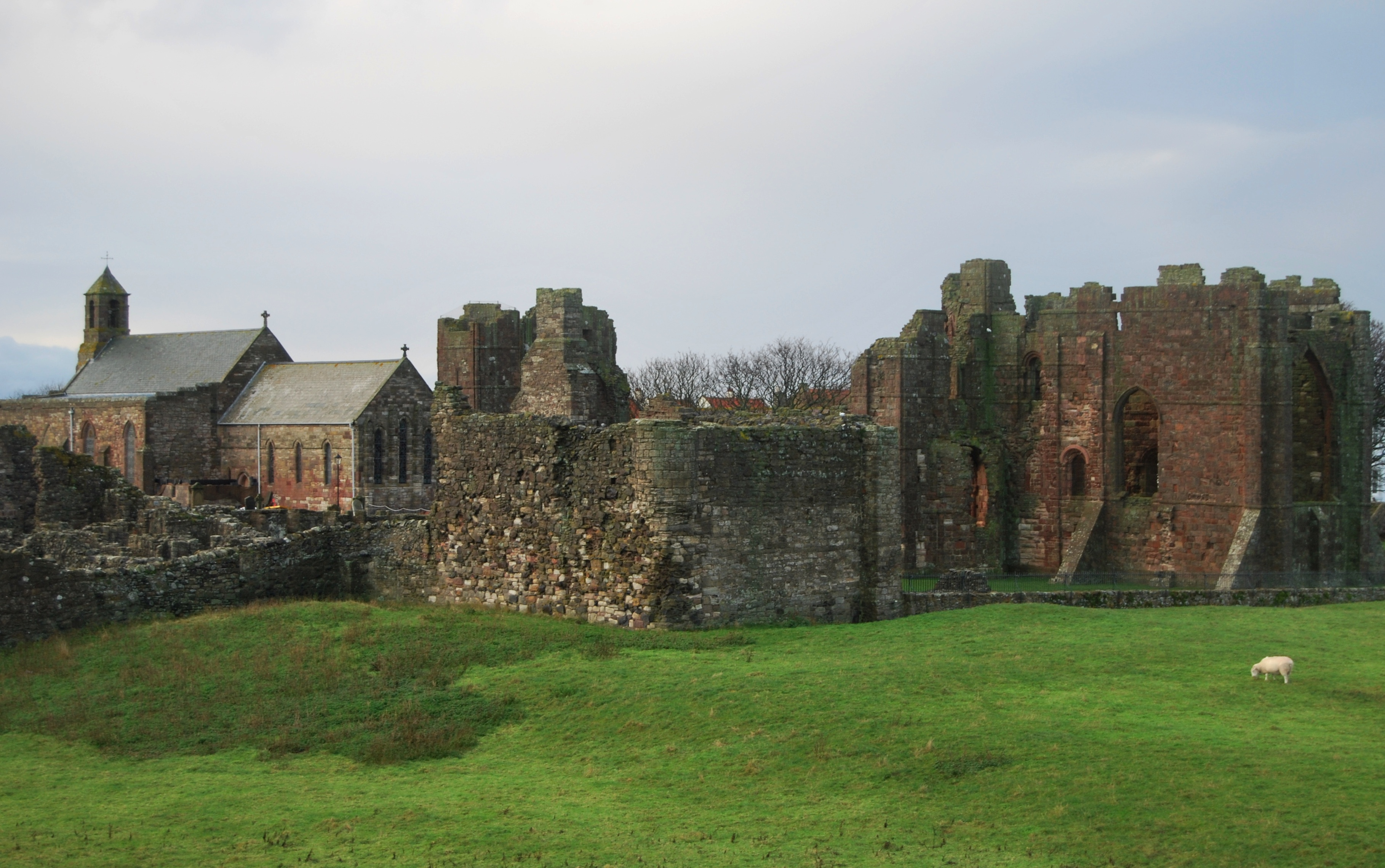
Het klooster van Lindisfarne in het koninkrijk Northumbria (hier met recentere toevoegingen) werd tijdens de regering van Æthelred geplunderd door de Noormannen.

Æthelred (†796) was koning van het Angelsaksische rijk Northumbria tussen 774 en 779 en tussen 790 en 796. Hij was een zoon van Æthelwold Moll, die regeerde tussen 758 en 765. Hij volgde Alhred op nadat die was afgezet door de edelen van Northumbria. In 792 huwde hij met Ælfflæd, een dochter van Offa van Mercia, maar het is niet geweten of hij kinderen had. In 796 werd hij vermoord door een aantal van zijn ealdormen.

## Levensloop
Er kan niet met zekerheid gesteld worden wanneer Æthelred geboren werd of wie zijn moeder was. Zijn vader was Æthelwold Moll, een edelman uit een onbekende familie die in 759 door sua plebis, waarschijnlijk de verzameling magnaten van het gebied waar hij als ealdorman regeerde, tot koning werd uitgeroepen na de dood van zijn voorganger Oswulf, de zoon van Eadberht, koning tot 758. Zes jaar later was hij die steun alweer kwijt en werd hij vervangen door Alhred, die wel een band kon claimen van de koninklijke lijn van Northumbria die afstamde van Ida. In het woelige water van Northumbria kon ook hij zich niet stand houden en in 774 werd ook hij afgezet en kwam de zoon van Æthelwold Moll, Æthelred, op de troon.
De eerste regeerperiode van Æthelred duurde slechts vijf jaar, tot 779 en was deel van een woelige periode. Volgens Stenton was hij weliswaar geïnstalleerd met steun van zijn eigen achterban, maar kon hij op weinig krediet rekenen bij de andere edelen van Northumbria. Hij zou ook vier van zijn meest invloedrijke vijanden overgeleverd hebben in de handen van zijn aanhangers, die ze dan met zijn goedkeuren vermoordden. Vijf jaar na zijn troonsbestijging werd hij dan ook, zoals zijn vader, verbannen, dit keer door Ælfwald I, een kleinzoon van koning Eadberht, wiens zoon Oswulf door Æthelreds vader was vervangen. Ælfwald regeerde tot 788 en wordt door Alcuin beschreven als een goede en vrome koning. Zijn opvolger Osred, die een zoon was van koning Alhred, die Æthelred voorafging, hield het evenwel veel minder lang uit en werd nauwelijks een jaar later zelf verbannen en vervangen door Æthelred, die terugkeerde uit ballingschap.
Æthelreds tweede regeerperiode duurde niet veel langer dan zijn eerste en was even turbulent. Volgens Alcuinus was hij een slecht koning die op een gewelddadige manier regeerde en geen respect had voor het recht. De 8e eeuw was in Northumbria een zeer gewelddadige eeuw waarin een aantal families elkaar de troon betwistten en er geen graten in zagen om vorsten uit een andere familie of pretendenten, de æthelings of koningszonen, om te brengen. Ook Æthelred vormde geen uitzondering en in 791 liet hij twee zonen van Ælfwald, zijn opvolger en voorganger, Ælf en Ælfwine, vermoorden. Zijn huwelijk in 792 met Ælfflæd, dochter van Offa, koning van Mercia, moet dan ook volgens sommigen gezien worden als een manier om zijn positie tegenover zijn ealdormen te versterken door een sterk bondgenootschap aan te gaan.
De troebelen bleven ondanks dit huwelijk voortduren, want in 793 werd het klooster van Lindisfarne geplunderd door de Noormannen, iets waar Æthelreds levenswandel volgens Alcuin voor verantwoordelijk was. Tijdens zijn regering stond hij, via Alcuin, ook in contact met Karel de Grote en het Frankische hof, dat verbolgen reageerde op de moord die drie jaar later zou plaatsvinden. Op 18 april 796 werd hij immers vermoord door een aantal van zijn edelen, waarop er een periode van anarchie uitbrak in Northumbria. Tijdens deze periode werd de kroon kortstondig opgeëist door een zekere Osbald, maar die verloor hem al snel aan Eardwulf, die zou regeren tot 808.